# شوزيانا
شوزيانا (Šuzianna ; 𒀭𒋗𒍣𒀭𒈾 dŠu-zi-an-na) كانت إلهة بلاد ما بين النهرين. كانت تُعبد بشكل رئيسي في نيبور، حيث كانت تعتبر زوجة ثانوية لإنليل. وهي معروفة أيضًا من خلال تعداد أطفال إينميشارا، بينما في أسطورة إنكي ونينماه، فهي واحدة من الآلهة السبع الصغرى التي ساعدت في خلق البشرية.

## اسم
اسم شوزيانا له أصل سومري ويعني "اليد العادلة للسماء". يقدم نص متأخر تفسيرًا ثنائي اللغة باطنيًا، "أنتوم جاميلات (شوغار) نابيستي (زي) د أ-نيم،" "الإلهة (أو أنتو ) التي أنقذت حياة آنو." يشرح مصدر آخر مماثل ذلك على أنه " د بيت-ليت بابيلي، إي-تي-رات،" "سيدة بابل، المخلصة"، بناءً على التشابه مع شو-آن-نا كي، وهو اسم بديل غير شائع لتلك المدينة.
يوضح نص لاهوتي آشوري جديد أنها كانت اسم جولا. ومع ذلك، فقد عُبِدَت هي وجُول كإلهتين منفصلتين في نيبور.

## الموقع في البانتيون
تضعها قائمة آلهة فايدنر في دائرة نينورتا، مباشرة خلف لوغال مارادا (إله مدينة ماراد ) وزوجته إمزوانا. تساويها النسخة السومرية- الحورية- الأوغاريتية ثلاثية اللغات من أوغاريت بالإلهة المحلية دادميش. إنها غائبة عن قوائم آلهة إيسن ونيبور البابلية القديمة، على الرغم من أنها تظهر في قائمة من نفس الفترة تعتبر سلفًا للإله أن = أنوم اللاحق، في دائرة إنليل، بالقرب من الآلهة نينكاسي وسيراش وباتيندو، المرتبطة بالطقوس المقدسة. أن = قائمة أنوم نفسها تحددها على أنها "محظية" ( دام بان دا ) لإنليل وممرضة سين، على الرغم من أن نفس النص يشير أيضًا إلى نينيما على أنها الأخيرة. أُنجزت ترجمة المصطلح الذي يشير إلى علاقتها مع إنليل أيضًا إلى "الزوجة الثانية" أو "الزوجة الأصغر سنًا".
في إحدى التعويذات، يُطلق عليها اسم محظية آنو، وليس إنليل، والذي قد يكون نتيجة للارتباك مع نينورسالا، الذي يُطلق عليه اسم دامباندا آنو في قائمة الآلهة أن = أنوم.
في بعض السياقات الطقسية كانت مرتبطة بنينيما. كما يظهران معًا في أسطورة إنكي ونينماه بين مساعدي الإلهة التي تحمل نفس الاسم والذين ساعدوها في خلق البشرية. تتكون المجموعة من سبع آلهة، والخمسة الباقيات هن نينمادا، ونينشار، ونينموغ، ومومودو، ونينيجينا. وفقًا لقوائم الآلهة، تحت اسمهم الجماعي Šassūrātu، قُرِنت بمجموعات من الآلهة الأجنبية ذات الشخصية المماثلة، Hutena و Hutellura الحوريتين و Kotharāt الأوغاريتية وماريوتية.
تظهر أيضًا في قوائم مختلفة لأطفال إينميشارا السبعة. يصفها أحد النصوص بأنها "ابنة إنميشارا، التي تزوجها إنليل".

## يعبد
كانت شوزيانا تُعبد بشكل رئيسي في نيبور، حيث كان لها معبد. في مجمع إيكور كانت تُعبد في إي-جاجيماه (بالسومرية: "البيت، الحريم الرفيع"). كانت أيضًا واحدة من الآلهة الأربعة عشر التي عبدت في يوروساغا، معبد جولا، إلى جانب أمثال أورماه، نينما، بيليت سيري، سيراش ونينجيرزيدا. من المحتمل أيضًا أن يكون هناك معبد مشترك مخصص لها ولإنليل، E-kiaggashudu (بالسومرية: "البيت المحبوب المثالي") والمعروف من نص لاهوتي، يقع في نيبور. بالإضافة إلى ذلك، في حين خُصص E-kurigigal (السومرية: "البيت، الجبل الموهوب بالبصر") في نيبور إلى إنليل وزوجته الرئيسية نينليل، يشير أحد النصوص إلى أنه كان أيضًا المكان التي عبدت بالطقوس المرتبطة بالزواج بينه وبين شوزيانا.
بالإضافة إلى مركز عبادتها الرئيسي، كانت شوزيانا تُعبد أيضًا في أوما (في فترة أور الثالثة )، وكذلك في أوروك (حيث ظهرت في طقوس متأخرة من الفترة الهلنستية في سياق مرتبط بإينمشارا)، وأور وربما في مكان غير معروف حاليًا في آشور. في أور كانت تُعبد في إشباندا (بالسومرية: "البيت، الغرفة الصغيرة") وهو مكان مقدس داخل معبد نينجال، بناه سين-بالاسو-إقبي.

### فهرس
- Archi، Alfonso (2013). "The Anatolian Fate-Goddesses and their Different Traditions". Diversity and Standardization. De Gruyter. DOI:10.1524/9783050057576.1.
- Asher-Greve، Julia M.؛ Westenholz، Joan G. (2013). Goddesses in Context: On Divine Powers, Roles, Relationships and Gender in Mesopotamian Textual and Visual Sources (PDF). ISBN:978-3-7278-1738-0. مؤرشف من الأصل (PDF) في 2025-02-12.
- Beaulieu، Paul-Alain (1995). "The Brewers of Nippur". Journal of Cuneiform Studies. American Schools of Oriental Research. ج. 47: 85–96. ISSN:0022-0256. JSTOR:1359817. مؤرشف من الأصل في 2023-10-17. اطلع عليه بتاريخ 2022-03-16.
- Cavigneaux, Antoine; Krebernik, Manfred (1998), "Nin-ursala", Reallexikon der Assyriologie (بالألمانية), Retrieved 2022-03-16
- George، Andrew R. (1993). House most high: the temples of ancient Mesopotamia. Winona Lake: Eisenbrauns. ISBN:0-931464-80-3. OCLC:27813103.
- Krebernik, Manfred (2013), "Šuzi-ana", Reallexikon der Assyriologie (بالألمانية), Retrieved 2022-03-16
- Krebernik، Manfred (2013a)، "Tadmuštum"، Reallexikon der Assyriologie، اطلع عليه بتاريخ 2022-07-05
- Lambert، Wilfred G. (2013). Babylonian creation myths. Winona Lake, Indiana: Eisenbrauns. ISBN:978-1-57506-861-9. OCLC:861537250.
- Shibata، Daisuke (2009). "AN OLD BABYLONIAN MANUSCRIPT OF THE WEIDNER GOD-LIST FROM TELL TABAN". Iraq. British Institute for the Study of Iraq. ج. 71: 33–42. ISSN:0021-0889. JSTOR:20779001. مؤرشف من الأصل في 2023-11-29. اطلع عليه بتاريخ 2022-03-16.